# Innocenty VI
Innocenty VI (łac. Innocentius VI), właśc. Étienne Aubert (ur. w 1282 w Monts we Francji, zm. 12 września 1362 w Awinionie) – papież w okresie od 18 grudnia 1352 do 12 września 1362.

## Życiorys

### Dzieciństwo i młodość
Urodził się w Monts, był profesorem prawa cywilnego oraz naczelnym sędzią w Tuluzie, gdzie swoją wiedzą oraz kompetencją zyskał sobie mocną pozycję pośród prawników. Pełnił funkcję biskupa Noyon i Clermont. W 1342 roku Klemens VI nadał mu godność kardynała prezbitera, a potem mianował go wielkim penitencjariuszem (1348) oraz kardynałem biskupem Ostii (1352).

### Wybór na papieża
Po śmierci Klemensa kardynałowie zebrani na dwudniowym konklawe w Awinionie zapragnęli zwiększenia roli Świętego Kolegium. W tym celu ułożyli i zaprzysięgli kapitulację, która zobowiązywała przyszłego papieża do liczenia się z nimi w wielu podstawowych kwestiach, a także niepowoływania nowych kardynałów, dopóki ich liczba nie spadnie do 16. Kardynałowie wybrali Stefana Auberta, który po uroczystości koronacyjnej przybrał imię Innocentego VI.

### Pontyfikat
Piąty papież niewoli awiniońskiej ogłosił nieważność kapitulacji wyborczej, która podważa zakaz dokonywania transakcji podczas konklawe. Potępił posiadanie więcej, niż jednego beneficjum i duchownym nakazał wrócić do miejsc urzędowania. Zreformował kurię, zmniejszając niepotrzebne wydatki. Poparł przełożonych zakonów, którzy usiłowali przywrócić rygory zakonne. Zwalczał franciszkańskich spirytuałów, nakazując inkwizycji ich aresztowanie, a w niektórych przypadkach, nawet spalenie na stosie. 
Chciał wrócić do Rzymu, co jednak uniemożliwiała mu sytuacja w Państwie Kościelnym. By uregulować sytuację w Rzymie, wysłał tam swojego legata, hiszpańskiego kardynała Egidio Albornoza, który zmodernizował administrację i podporządkował papiestwu większość terenów. Papież zdjął także ekskomunikę z Coli di Rienzi i uczynił go senatorem licząc, że pomoże mu przeciwstawić się arystokracji. Plany te zakończyły się fiaskiem, gdyż di Rienzi zginął podczas ulicznych zamieszek 8 października 1354 roku.
5 kwietnia 1355 roku kardynał, jednocześnie biskup Ostii koronował, za papieską zgodą, Karola IV na cesarza, króla Czech, który wcześniej w 1346 roku został wybrany na króla rzymskiego. Nowy cesarz po sejmach w Norymberdze i w Metzu ogłosił Złotą Bullę. Dokument ten regulował sprawę wyboru króla niemieckiego bez konieczności zatwierdzania go przez papieża.
Na arenie międzynarodowej papież poniósł kilka klęsk: nie udało mu się zapobiec wznowienia wojny stuletniej pomiędzy Francją i Anglią, a także notorycznie był zmuszany do nakładania kar kościelnych na Piotra I Okrutnego, za rozwód z żoną. Innocenty VI w celu obrony miasta Awinion przed grupami zbójców, zbudował fortyfikacje.

### Śmierć

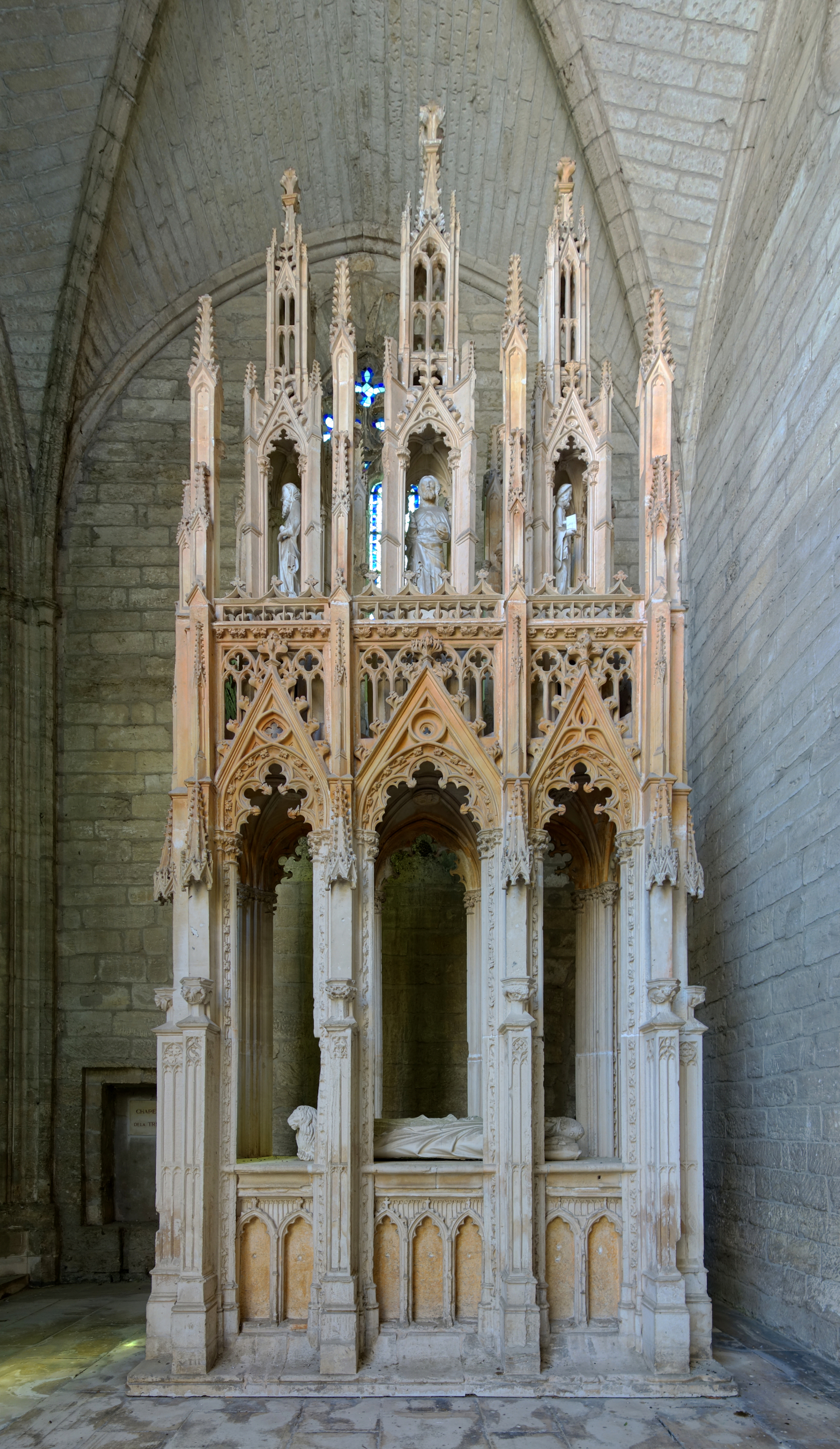
Grób Innocentego VI

Zmarł w Awinionie 12 września 1362.